# 唐貴梅
唐贵梅，明朝女性人物，贵池（今安徽省池州市）人。
唐贵梅嫁给同里朱家。婆婆与富商私通，富商见唐贵梅很喜欢，用金帛收买其婆婆，让贵梅与他私通，贵梅不听，鞭打也不听，烙铁烫也不听。于是以不孝上告官府。通判受富商贿赂，拷打到差点死去好几次。富商希望她改节，再让其婆婆把她保出。亲党劝唐贵梅说出实情，唐贵梅说：“若此，我的名誉得全，却散播婆婆的恶行。”夜间换装，在后园梅树下上吊自杀。早上婆婆起来，想去打她。至园中才知她已经死去，尸体悬树三日，容颜如同活着的时候。